# Petropedetes natator
Petropedetes natator är en groddjursart som beskrevs av George Albert Boulenger 1905. Petropedetes natator ingår i släktet Petropedetes och familjen Petropedetidae. IUCN kategoriserar arten globalt som nära hotad. Inga underarter finns listade i Catalogue of Life.